# Liverpool
Liverpool es una ciudad y municipio metropolitano del condado de Merseyside, en la región Noroeste de Inglaterra, sobre el lado este del estuario del río Mersey en el Reino Unido. Limita al sur con Gales al este con el de Knowsley, y al sur y oeste con el mencionado río. Fue fundada como villa en 1207 y tuvo ese estatus hasta 1880, cuando recibió el título de ciudad. Según el último censo oficial que data de 2001, Liverpool tenía una población de 439 473 habitantes; esta cifra aumenta ligeramente hasta los 454 654 habitantes según estimaciones para el año 2009. La ciudad se encuentra en el centro del Área Metropolitana de Liverpool, cuya población asciende a 816 216 habitantes.
Históricamente perteneciente al condado de Merseyside, la urbanización y expansión de Liverpool se debió en gran parte a su condición de ciudad portuaria importante. En el siglo XVIII, el comercio con las Indias Occidentales, con la Europa continental y el tráfico de esclavos en el Atlántico promovió la expansión económica de la ciudad. A principios del siglo XIX, el 40 % del comercio marítimo mundial pasaba por los muelles de Liverpool. Actualmente es el segundo puerto del Reino Unido en volumen de exportaciones tras Londres.
La popularidad de The Beatles y del equipo de fútbol Liverpool Football Club contribuyen a convertir a Liverpool en un destino turístico; el turismo juega un papel significante en la economía de la ciudad. En 2007 celebró su 800.º aniversario, y al año siguiente fue Capital Europea de la Cultura junto a la ciudad noruega de Stavanger.
En 2004, varias zonas a lo largo del centro de la ciudad fueron declaradas Patrimonio de la Humanidad por la Unesco. Conocido como la «Ciudad mercantil marítima de Liverpool», el lugar comprende seis localizaciones separadas en la ciudad, incluyendo «Pier Head», «Albert Dock» y la «calle William Brown»; incluye la mayoría de los puntos de interés más famosos de la ciudad. En 2021, la Unesco retiró a la ciudad de su lista de Patrimonio de la Humanidad al considerar que el desarrollo urbanístico amenazaba el valor del frente marítimo de la ciudad.
Fue la sede de la LXVII edición del Festival de la Canción de Eurovisión tras la victoria de Ucrania en la edición de 2022 en Turín (Italia). Dicho país debía haber sido el anfitrión, pero debido a la invasión rusa, la sede fue concedida al Reino Unido tras conseguir la segunda posición del certamen de 2022.

## Historia

### Orígenes
Se encuentra el nombre de la ciudad de Liverpool por primera vez cuando el conde Roger de Poitou construyó en ella un castillo hacia el año 1089, es decir poco tiempo después de la conquista normanda de Inglaterra. Poco después, algunos pescadores que vivían en cabañas fueron al castillo feudal a buscar protección.
El origen del nombre de Liverpool escrito en diversas formas ha llevado a diferentes explicaciones sobre su significado, como por ejemplo se dice que deriva del Ave «Liver», ave mítica, reinterpretada actualmente como un cormorán, que se puede apreciar sobre el edificio «Royal Liver Building». Asimismo, otros apelan a que la ciudad toma el nombre de la «Liver Insurance», institución que originalmente ocupó el edificio anteriormente mencionado. En ese sentido, no hay claridad en torno al origen del nombre de la ciudad.
En 1207 el rey de Mercia Juan Sin Tierra otorgó en una patente real a los habitantes de Liverpool las franquicias municipales de las que gozaban las demás ciudades de la costa, fue por tanto declarada puerto y es cuando se considera que se fundó oficialmente esta población. Otra Carta de 1228, estableció en ella una corporación de mercaderes y a todos los que no formasen parte de ella los excluyó del privilegio de comerciar (making merchandise) a no ser que lo hicieran con permiso de los habitantes. Pero estos privilegios ejercieron poca influencia en el crecimiento de la ciudad de Liverpool y así es que hasta 1551 no eran más que una aldea rodeada de pantanos, con una población de alrededor de 500 ciudadanos.

### SiglosXVIIyXVIII

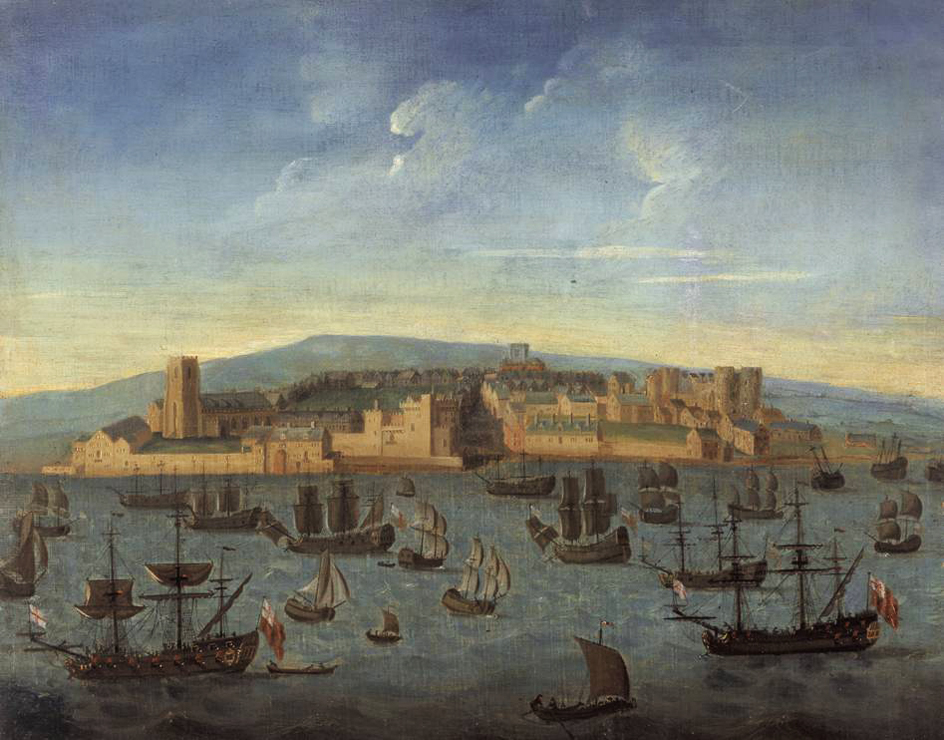
Liverpool en 1680, la imagen más antigua que existe de la ciudad.

En tiempo de la Revolución Inglesa en el siglo XVII (las guerras civiles entre el poder parlamentario y el poder real), esta ciudad siguió al partido de Cromwell, fue sitiada y tomada por el príncipe Ruperto y al año siguiente la volvieron a tomar las tropas del Parlamento siendo estos los únicos hechos militares de la ciudad de Liverpool hasta el siglo XX.
En 1699 Liverpool fue nombrada parroquia por el Parlamento y es el mismo año en que el primer barco negrero, el Liverpool Merchant, zarpó hacia África en busca de esclavos. A partir del siglo XVIII, Liverpool empezó a expandirse enormemente debido al florecimiento del comercio. La primera dársena de flotación del Reino Unido se construyó en Liverpool en 1715, al que se le añadieron otras tres antes de mitad de siglo.
En 1720 Liverpool aún no se comunicaba con Mánchester más que por el Mersey y el Irwell pero estos ríos eran poco profundos para tener circulación de barcos cargados, que bloqueaban con frecuencia la navegación, cuando el duque de Bridgewater, con ayuda del ingeniero Brindley abrió una nueva vía bastante importante para satisfacer las necesidades del comercio.
Una de las principales causas de la riqueza de Liverpool fue la trata de negros y desde 1730 a 1770 salieron del puerto de Liverpool se calcula dos mil buques negreros y se calcula que en el espacio de once años solo estos barcos transportaron a las colonias de América trescientos cuatro mil esclavos que fueron vendidos aproximadamente en un total de cuatrocientos millones de francos con un beneficio para los negociantes de esclavos de aproximadamente doscientos millones de francos. Al final de ese siglo Liverpool controlaba más del 40 % del comercio de esclavos de Europa y el 80 % del Reino Unido.

### SigloXIX

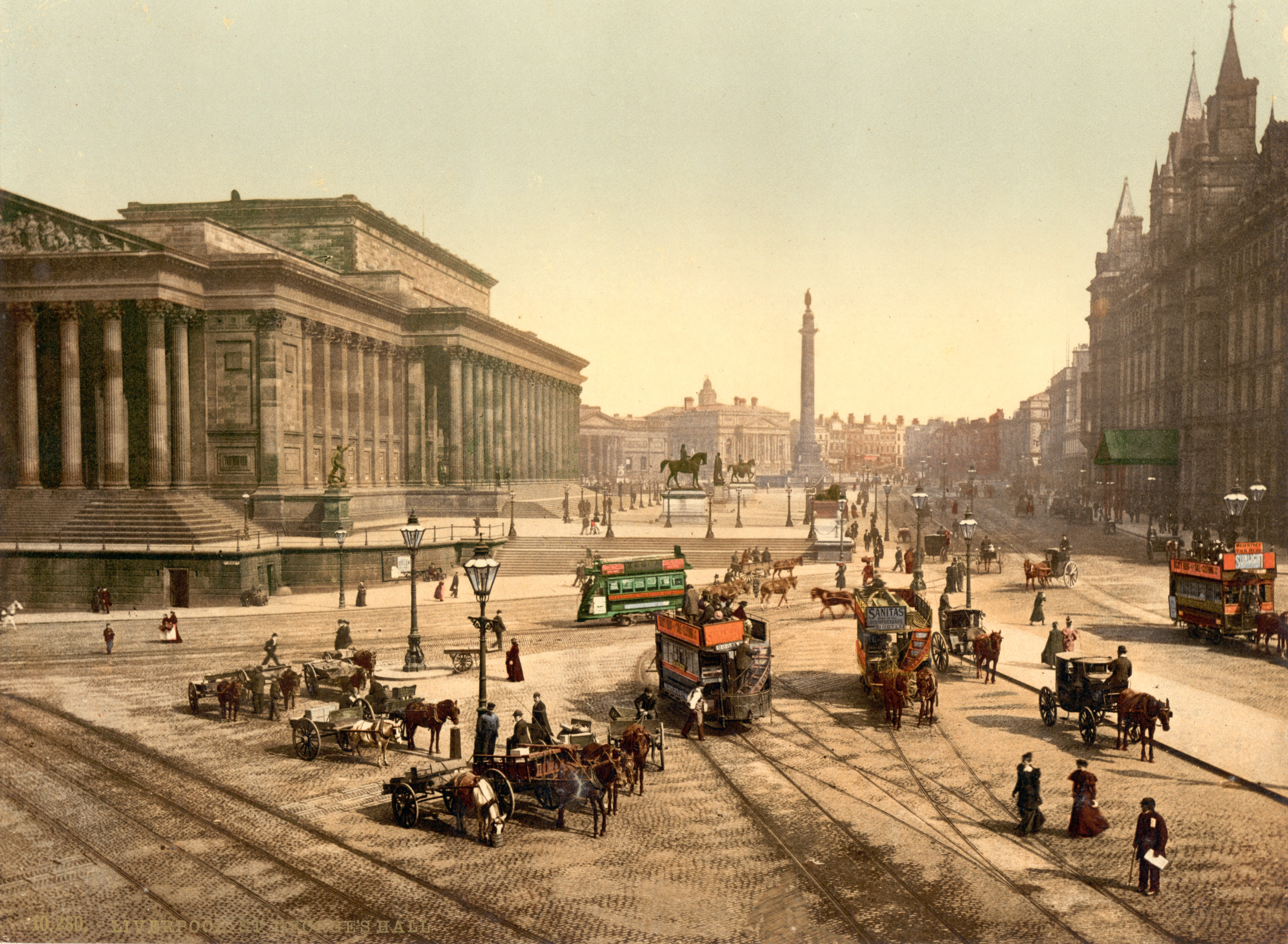
La calle Lime de Liverpool en una foto de la década de 1890.

Al principio del siglo XIX, un 40 % de todo el comercio mundial pasaba por Liverpool. A mediados de siglo, Liverpool tenía veinticinco dársenas anchas, cómodas y espaciosas que ocupaban una superficie de veinticinco hectáreas para albergar los numerosos barcos de todo el mundo que llegaban a su puerto. En 1830 Liverpool y Mánchester se convirtieron en las primeras dos ciudades unidas por vía férrea con el ferrocarril de Liverpool y Mánchester, debido a la creciente demanda de materias primas de las industrias situadas en Mánchester. La población también creció rápidamente, especialmente en los años 1840 debido a la llegada de emigrantes irlandeses durante la Gran Hambruna.
A mediados del siglo XIX entraban en el puerto de Liverpool más de treinta mil barcos. Entonces, las principales importaciones de la ciudad de Liverpool eran de algodón, azúcar, té, maderas de construcción, tintes, vinos, cuero, pelo, sebo, aceite, lino, cáñamo, aguardiente, café, granos, harinas, rubia, ron, añil y tabaco y las principales exportaciones consistían fundamentalmente en tejidos de algodón, lana, lino, cáñamo, seda, hilados de lana, algodones, quincalla, cuchillería, aceros, cobres, bronces manufacturados, carbón de piedra y tabaco.

### SigloXX

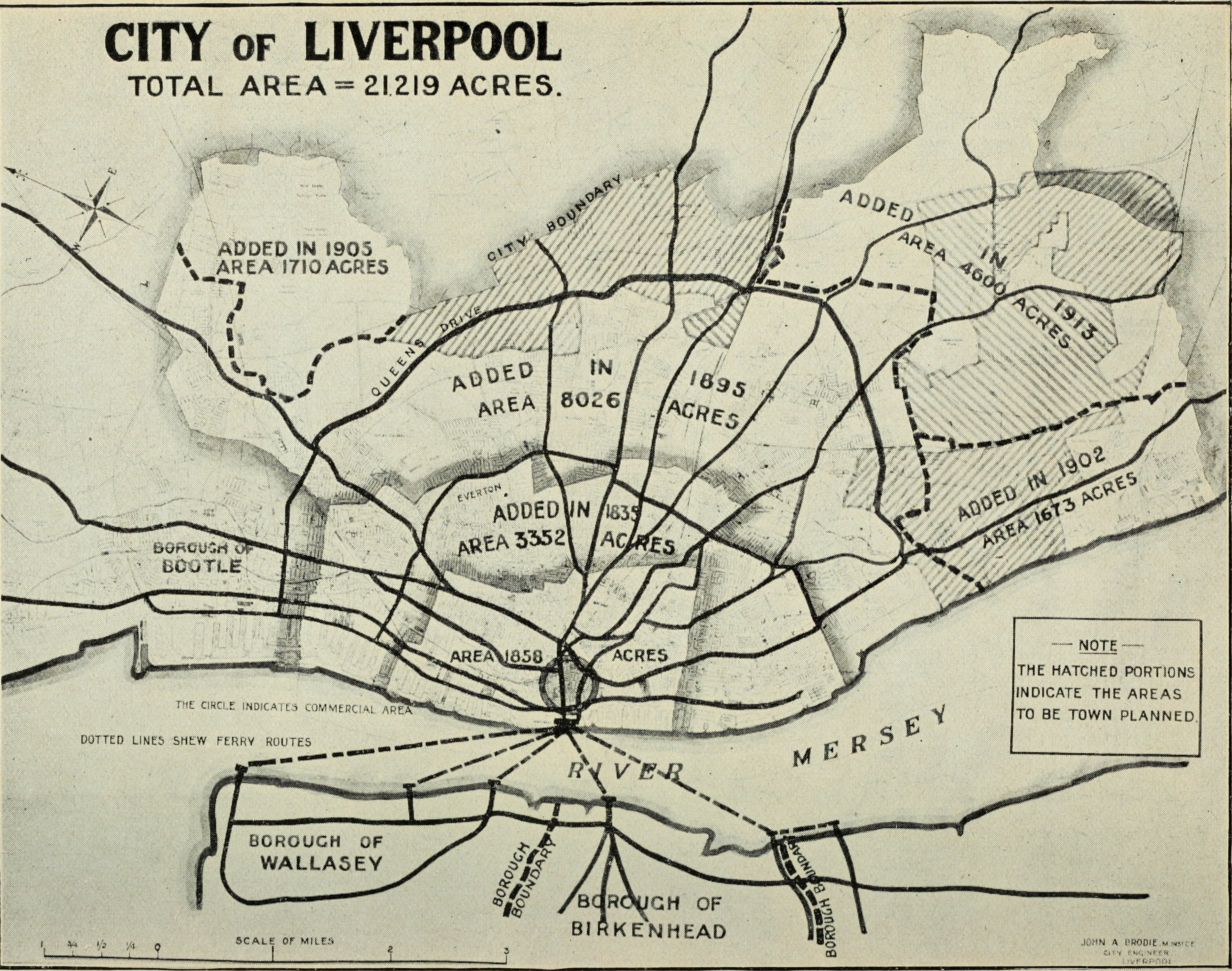

Durante el siglo XX se desarrollaron masivamente los suburbios de Liverpool, lo que mejoró la calidad de vida de miles de familias. El censo alcanzó un máximo de más de 1 850 000 personas en 2012. Durante la Segunda Guerra Mundial la ciudad sufrió ochenta bombardeos que mataron a 2500 personas, dañando casi la mitad de los edificios. En 1952 Liverpool se hermanó con Colonia, Alemania, ciudad con la que compartió la terrible experiencia de los bombardeos aéreos.
Durante los años 1960, Liverpool se convirtió en un centro cultural juvenil, con The Beatles  como máximos representantes. A partir de años 1970 los muelles y las industrias cayeron en declive y en los años 80 la tasa de desempleo era de las más altas del Reino Unido. A finales de siglo se diseñó un plan de regeneración que continúa ahora y la economía se ha recuperado con crecimientos mayores a la media nacional.

### Invenciones e innovaciones
Ferrocarriles, buques de vapor transatlánticos, tranvías municipales, trenes eléctricos
todos fueron pioneros en Liverpool como modos de transporte masivo. En 1829 y 1836 los primeros túneles ferroviarios en el mundo se construyeron en Liverpool. De 1950 a 1951, primer servicio programado de helicóptero de pasajeros del mundo corrió entre Liverpool y Cardiff.
El primero Escuela para Ciegos,
Mecánica' Mecánica Instituto,
Escuela Superior de Niñas, casa del consejo y el Tribunal de Menores fueron fundadas en Liverpool.

## Geografía

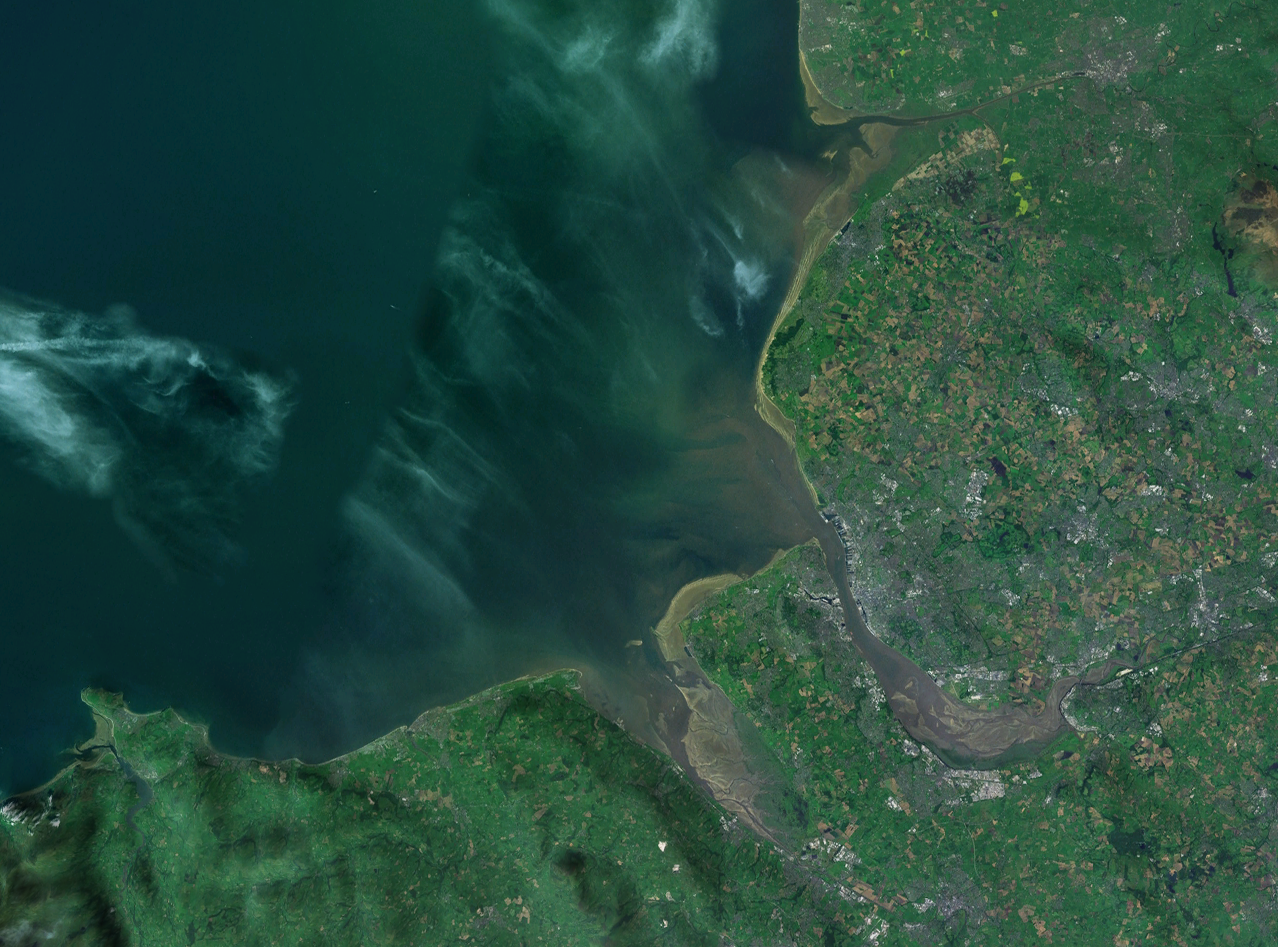
Imagen satélital de la ciudad y su bahía.

Liverpool ha sido descrito en ocasiones como la más espléndida de todas las ciudades de Inglaterra. Está situada a unas 176 millas (283 km) al noroeste de Londres, se encuentra asentada en la Bahía de Liverpool, en el mar de Irlanda, la ciudad de Liverpool está construida a través de una cadena de colinas de arenisca que se elevan hasta una altura máxima de unos 70 m por encima del nivel del mar en Everton Hill, que representa el límite sur de Lancashire.
El Río Mersey separa a Liverpool de Birkenhead, Wallasey y Kirkby hacia el suroeste. Los límites de Liverpool son con Bootle, Crosby y Maghull en el sur de Sefton al norte, y Kirkby, Huyton, Prescot y Halewood en Knowsley al este.

### Clima
Liverpool experimenta un clima marítimo templado, como gran parte de las islas británicas, con veranos relativamente frescos e inviernos suaves. Su ubicación costera y la situación urbana implica rangos moderados en las temperaturas diurnas, que van de un promedio habitual de 20 °C en mayo a 7 °C durante el mes de enero. Históricamente el observatorio de Bidston ha proporcionado ininterrumpidamente la información del tiempo en la zona de Merseyside.
Más recientemente la Oficina Meteorológica ha operado una estación meteorológica en Crosby.
La temperatura mínima absoluta registrada en Bidston fue -12.8 °C en enero de 1881, por lo general la noche más fría del año debería caer a -4 °C.
La temperatura máxima absoluta registrada fue de 34 °C en agosto de 1990 - por lo general en el día más caluroso del año la temperatura llega a 27 °C. El máximo absoluto en Crosby fue de 33 °C en julio de 2006.
| Parámetros climáticos promedio de Liverpool | Parámetros climáticos promedio de Liverpool | Parámetros climáticos promedio de Liverpool | Parámetros climáticos promedio de Liverpool | Parámetros climáticos promedio de Liverpool | Parámetros climáticos promedio de Liverpool | Parámetros climáticos promedio de Liverpool | Parámetros climáticos promedio de Liverpool | Parámetros climáticos promedio de Liverpool | Parámetros climáticos promedio de Liverpool | Parámetros climáticos promedio de Liverpool | Parámetros climáticos promedio de Liverpool | Parámetros climáticos promedio de Liverpool | Parámetros climáticos promedio de Liverpool |
| Mes                                         | Ene.                                        | Feb.                                        | Mar.                                        | Abr.                                        | May.                                        | Jun.                                        | Jul.                                        | Ago.                                        | Sep.                                        | Oct.                                        | Nov.                                        | Dic.                                        | Anual                                       |
| ------------------------------------------- | ------------------------------------------- | ------------------------------------------- | ------------------------------------------- | ------------------------------------------- | ------------------------------------------- | ------------------------------------------- | ------------------------------------------- | ------------------------------------------- | ------------------------------------------- | ------------------------------------------- | ------------------------------------------- | ------------------------------------------- | ------------------------------------------- |
| Temp. máx. abs. (°C)                        | 15.2                                        | 16.6                                        | 21.2                                        | 25.3                                        | 28.1                                        | 30.7                                        | 31.6                                        | 34.5                                        | 30.4                                        | 24.6                                        | 17.8                                        | 15.8                                        | 34.5                                        |
| Temp. máx. media (°C)                       | 7.2                                         | 7.3                                         | 9.5                                         | 12.2                                        | 15.9                                        | 17.7                                        | 19.9                                        | 19.1                                        | 17.3                                        | 13.8                                        | 10.3                                        | 7.7                                         | 13.2                                        |
| Temp. media (°C)                            | 4.8                                         | 4.7                                         | 6.6                                         | 8.6                                         | 11.9                                        | 14.4                                        | 16.6                                        | 16.2                                        | 14.1                                        | 10.8                                        | 7.7                                         | 5.1                                         | 10.1                                        |
| Temp. mín. media (°C)                       | 2.6                                         | 2.6                                         | 4.1                                         | 5.4                                         | 8.3                                         | 10.9                                        | 13.1                                        | 13.1                                        | 11.2                                        | 8.5                                         | 5.6                                         | 3.6                                         | 7.4                                         |
| Temp. mín. abs. (°C)                        | −12.8                                       | −11.3                                       | −7.5                                        | −5.0                                        | 0.0                                         | 3.4                                         | 6.6                                         | 5.2                                         | 3.7                                         | −2.9                                        | −5.3                                        | −10.7                                       | −12.8                                       |
| Lluvias (mm)                                | 74.9                                        | 54.4                                        | 63.6                                        | 54.3                                        | 54.9                                        | 66.3                                        | 58.9                                        | 68.9                                        | 71.7                                        | 97.3                                        | 82.6                                        | 88.8                                        | 836.6                                       |
| Días de precipitaciones (≥ 1 mm)            | 18                                          | 15                                          | 17                                          | 16                                          | 15                                          | 16                                          | 14                                          | 15                                          | 15                                          | 17                                          | 18                                          | 18                                          | 194                                         |
| Días de nevadas (≥ 1 mm)                    | 6                                           | 5                                           | 4                                           | 2                                           | 0                                           | 0                                           | 0                                           | 0                                           | 0                                           | 0                                           | 1                                           | 4                                           | 22                                          |
| Horas de sol                                | 56.0                                        | 70.3                                        | 105.1                                       | 154.2                                       | 207.0                                       | 191.5                                       | 197.0                                       | 175.2                                       | 132.7                                       | 97.3                                        | 65.8                                        | 46.8                                        | 1498.9                                      |
| Fuente: Lluvias: Horas de sol:              |                                             |                                             |                                             |                                             |                                             |                                             |                                             |                                             |                                             |                                             |                                             |                                             |                                             |

## Demografía

### Población

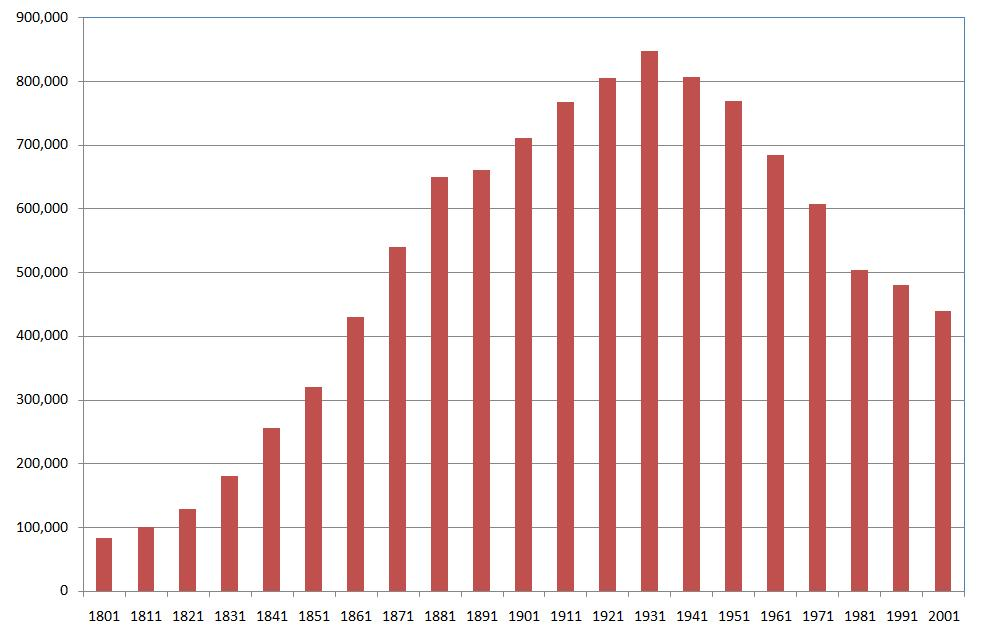
Evolución demográfica entre 1801 y 2001.

Según los datos del censo realizado en el Reino Unido en 2011 la población registrada en la ciudad era de 466 400 habitantes, no obstante fue en los años 1930 cuando la población de Liverpool llegó a su máximo histórico, con 846 101 habitantes registrados en el censo de 1931. Desde entonces, la ciudad ha experimentado un descenso continuo de la población en cada uno de los sucesivos censos realizados, que llegó a su punto máximo entre 1971 y 1981, cuando más de 100 000 personas abandonaron la ciudad. Entre 2001 y 2006 la ciudad experimentó la novena mayor pérdida porcentual de población de entre todas las autoridades del Reino Unido.
La región en la que se encuentra la ciudad y que incluye localidades como Wirral o Chester entre otras áreas tiene una población de alrededor de dos millones de habitantes. La Red Europea de Planificación y Observación Territorial define además el Área metropolitana de Liverpool que consiste en el condado de Merseyside, así como las ciudades de Halton y Wigan en Gran Mánchester, la ciudad de Chester y un gran número de ciudades en Lancashire y Cheshire. En ocasiones la zona Liverpool-Mánchester se considera como una gran área metropolitana polinuclear, o megalópolis.
Al igual que muchas ciudades, la población de Liverpool es más joven que la media de Inglaterra, con un 42,3 % de su población menor de treinta años, frente a la media del 37,4 %, además un 65,1 % de la población se encuentra en edad de trabajar.

### Distribución étnica

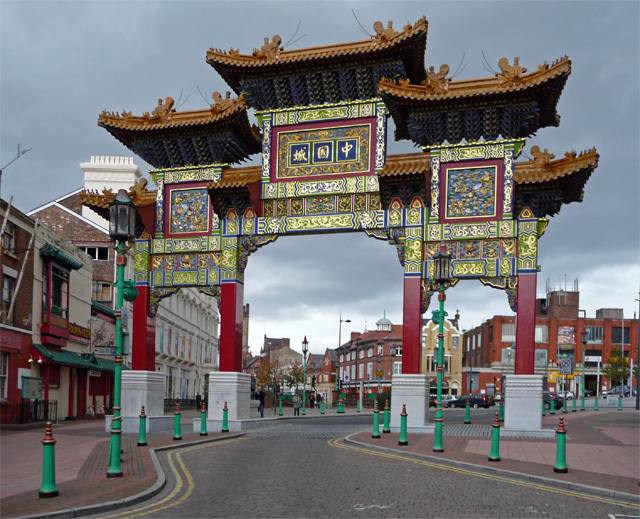
Vista de la puerta de Chinatown.

Según las estimaciones realizadas en junio de 2009, el 91 % de la población de Liverpool es de origen británico, el 3 % por ciento es de procedencia asiática o asiático-británica, el 1,9 % es negra, un 2 % de población mestiza y existe un 2,1 % de otras etnias. Liverpool cuenta con la comunidad negra más antigua del Reino Unido. Se retrotrae, como mínimo, hasta la década de 1730 y hay ciudadanos capaces de retroceder en sus árboles genealógicos hasta diez generaciones. Los primeros colonos negros en la ciudad fueron marineros, y esclavos liberados a partir de 1722, cuando se abolió la esclavitud.
La ciudad alberga también la comunidad china más antigua de Europa. Los primeros residentes del Barrio Chino de la ciudad llegaron como marineros en el siglo XIX. La puerta de entrada a dicho barrio en la ciudad es además la mayor puerta de entrada fuera de China. La ciudad también es conocida históricamente por sus grandes poblaciones irlandesa y galesa. En 1813, el 10 % de la población de Liverpool era de Gales, lo que hacia a la ciudad ser conocida como "La capital del norte de Gales". Durante la Gran Hambruna irlandesa, en torno a dos millones de irlandeses emigraron a la ciudad y desde ésta marcharon a los Estados Unidos. Antes de 1851, más del 20 % de la población de Liverpool era irlandesa. Según el censo de 2001 el 1,17 % de la población había nacido en Gales y un 0,75 % lo había hecho en la República de Irlanda, mientras que tan solo un 0,54 % había nacido en Irlanda del Norte. Además las comunidades de sitios como Ghana, India, América Latina, Malasia, Somalia y Yemen suman varios miles de ciudadanos cada una.

## Economía

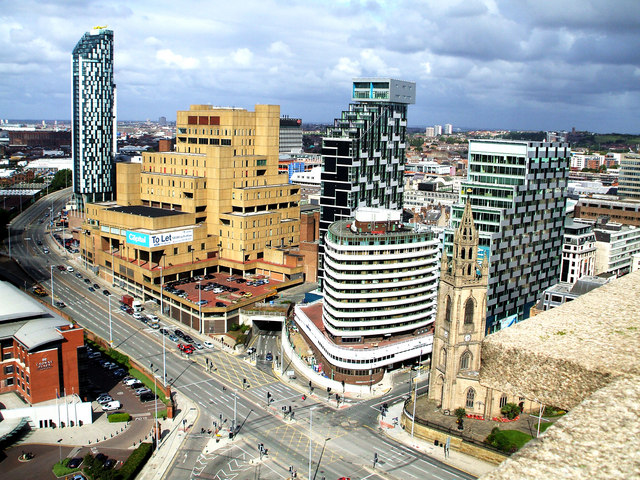
Distrito financiero de Liverpool.

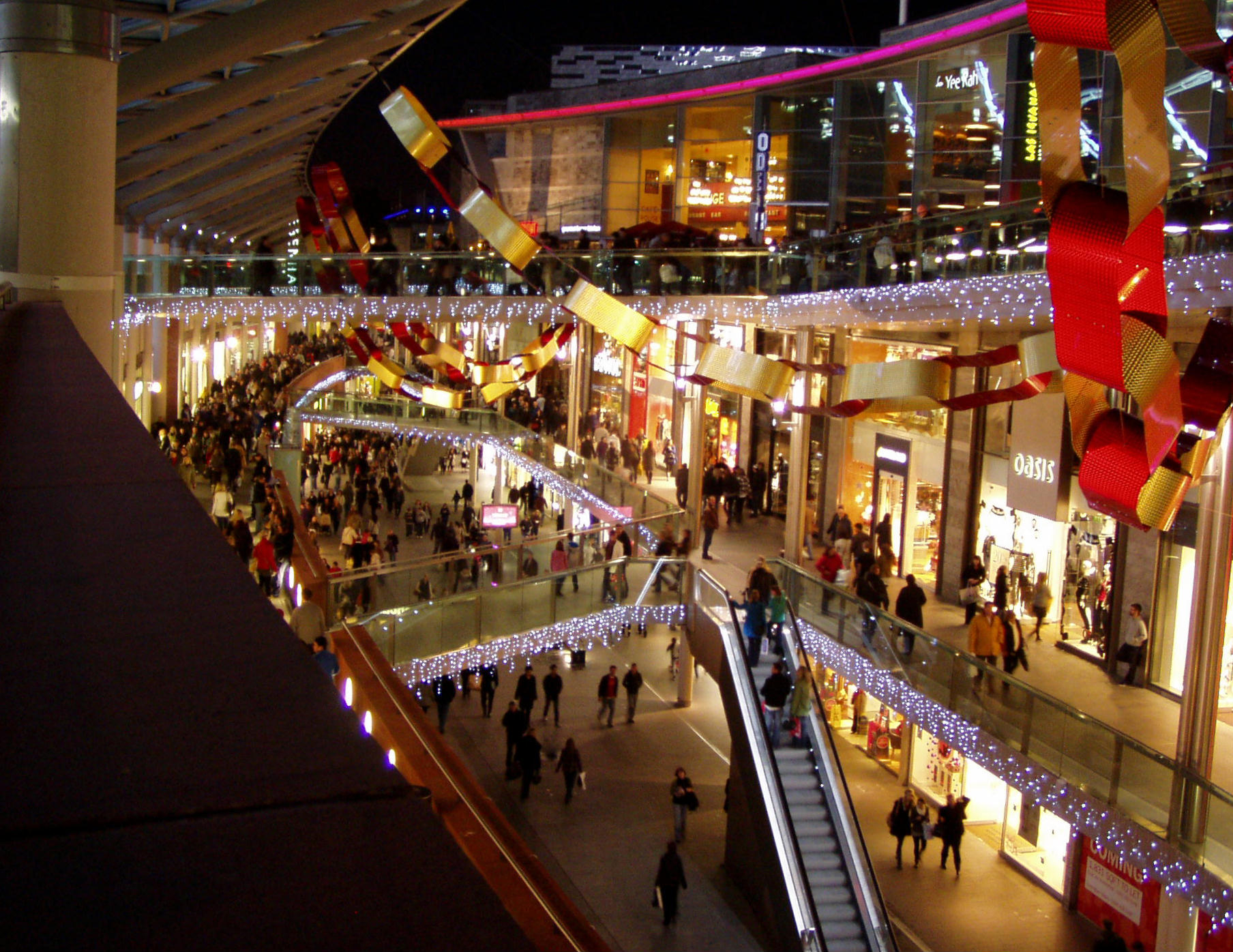
Centro comercial Liverpool One.

La economía de Liverpool es una de las más importantes dentro del Reino Unido, y junto a la de Mánchester la más importante de la región del Noroeste de Inglaterra. En 2006, el VAB de la ciudad era de 7626 millones de libras, y de 17 489£ per cápita, lo que estaba por encima de la media del Noroeste. Después de varias décadas de declive, la economía de Liverpool ha visto algo de renacimiento desde la década de 1990, con un aumento del 71,8 % de su VAB entre 1995 y 2006 y un aumento del empleo del 12 % entre 1998 y 2006.
Al igual que en gran parte del resto del Reino Unido hoy en día, la economía de Liverpool está dominada por empresas del sector terciario, tanto públicos como privados. En 2007, más del 60 % de todo el empleo en la ciudad fue en los sectores de la administración pública, la educación, la salud, la banca, las finanzas y los seguros. En los últimos años también se ha producido un crecimiento significativo de la economía del conocimiento, con el establecimiento del Barrio del conocimiento de Liverpool y en sectores como los medios de comunicación. La rica base arquitectónica de Liverpool también ha ayudado a la ciudad a convertirse en la segunda británica más filmada tras Londres, incluyendo duplicación de ciudades como Chicago, Londres, Moscú, Nueva York, París y Roma.
Otro componente importante de la economía en Liverpool son los sectores del turismo y el ocio. Liverpool es la sexta ciudad más visitada en el Reino Unido y una de las 100 ciudades más visitadas del mundo por turistas internacionales. En 2008, la ciudad fue Capital Europea de la Cultura, y las pernoctaciones de los visitantes dejaron el ella 188 millones de euros, mientras que el turismo en su conjunto supuso un valor aproximado de 1300 millones de £. La nueva terminal de cruceros de la ciudad que está situada cerca del Pier Head, es uno de los pocos lugares en el mundo donde los cruceros pueden atracar en pleno centro de la ciudad. Otros desarrollos recientes en como el Echo Arena y el Liverpool One han hecho de la ciudad un importante centro de ocio con este último ayudando a situar a Liverpool entre los cinco principales destinos de compras en el Reino Unido.
Históricamente, la economía de Liverpool se centró en el puerto de la ciudad y la industria, aunque en la actualidad menos del 10 % del empleo en la ciudad se encuentra en estos sectores. No obstante, la ciudad sigue siendo uno de los puertos más importantes del Reino Unido, con el manejo de más de 32,2m de toneladas de carga en 2008. Es también la sede de la sede británica de muchas líneas navieras entre las que se incluyen la japonesa NYK Line y la danesa Maersk Line. Los planes futuros para reconstruir el sistema de los muelles del norte de la ciudad, en un proyecto conocido como Liverpool Waters, inyectarían alrededor de 5,5 billones de libras en la economía de la ciudad en los próximos 50 años, y traerían consigo la creación de 17 000 nuevos puestos de trabajo.
Existe además una planta de fabricación de coches en la que se producen el Jaguar X-Type el Land Rover Freelander.

## Transporte

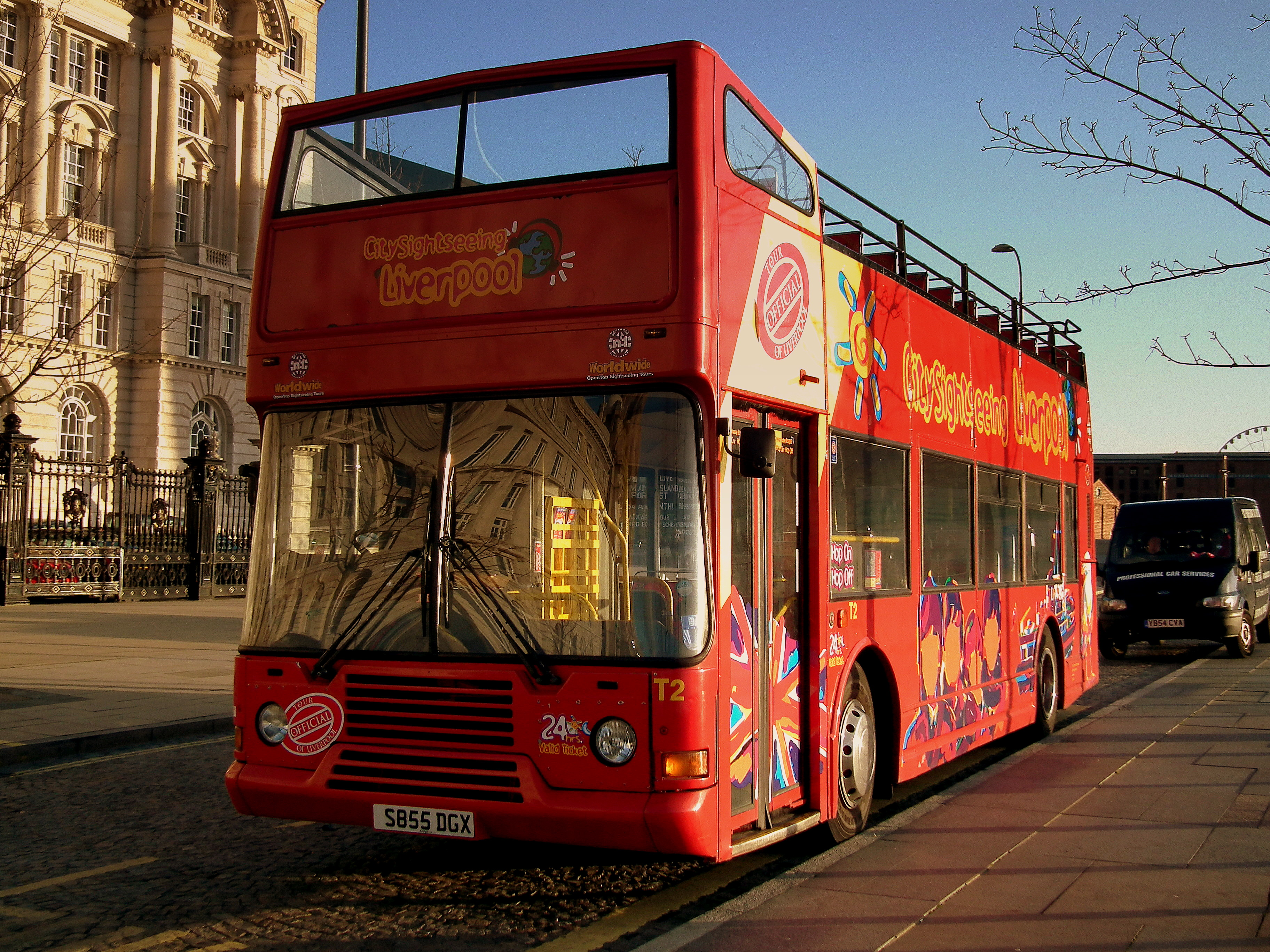
City Sightseeing Liverpool
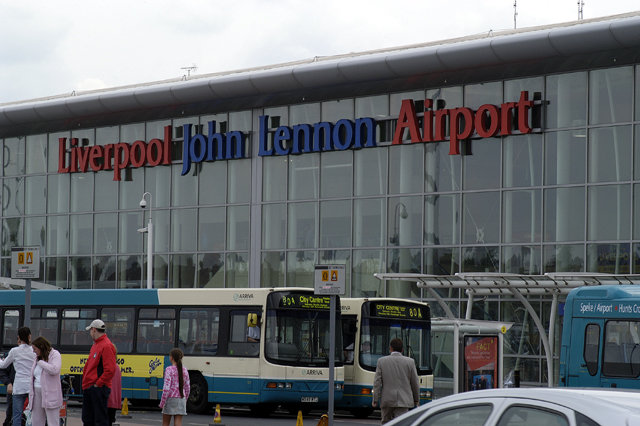
Aeropuerto de Liverpool-John Lennon
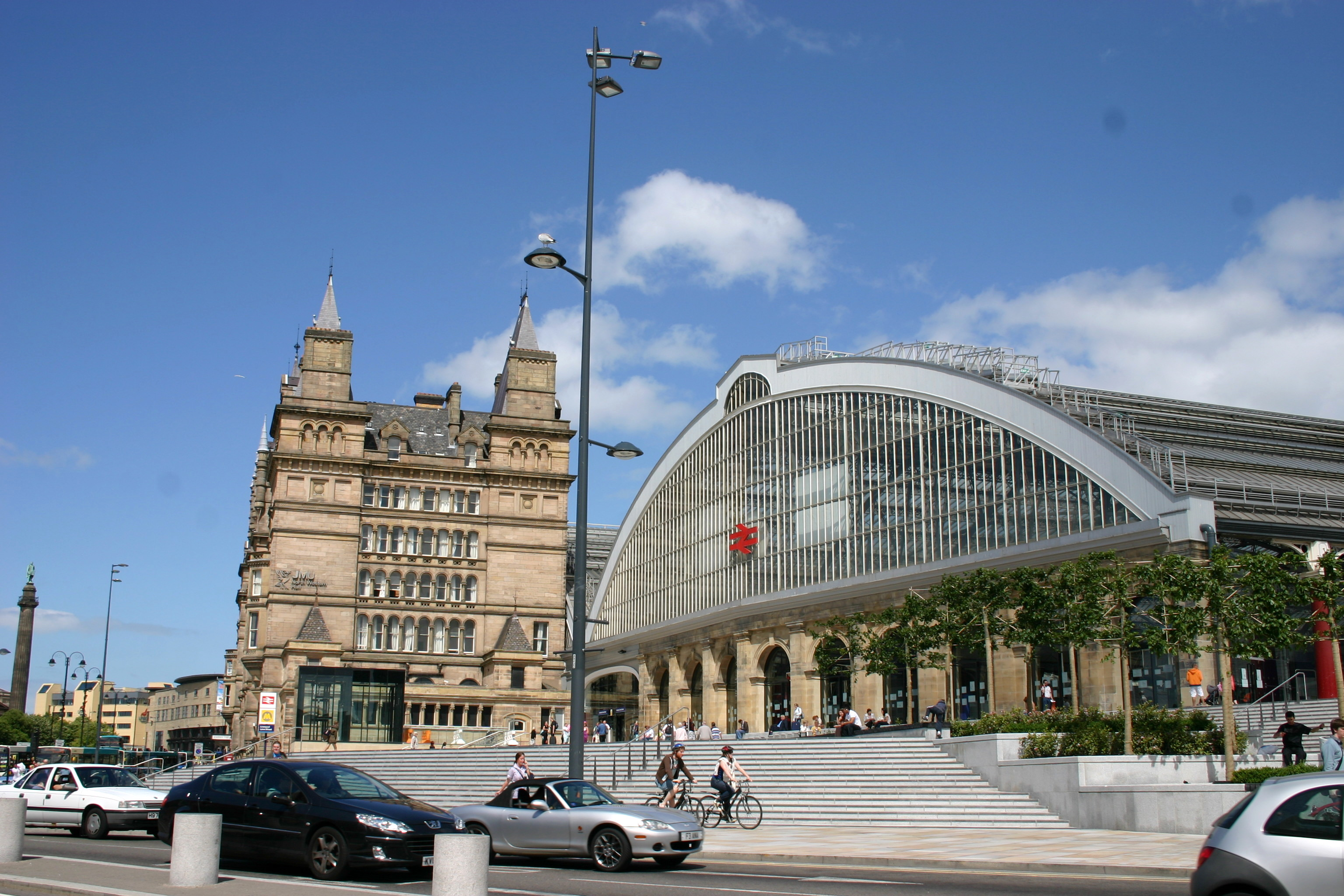
Estación de Liverpool Lime Street
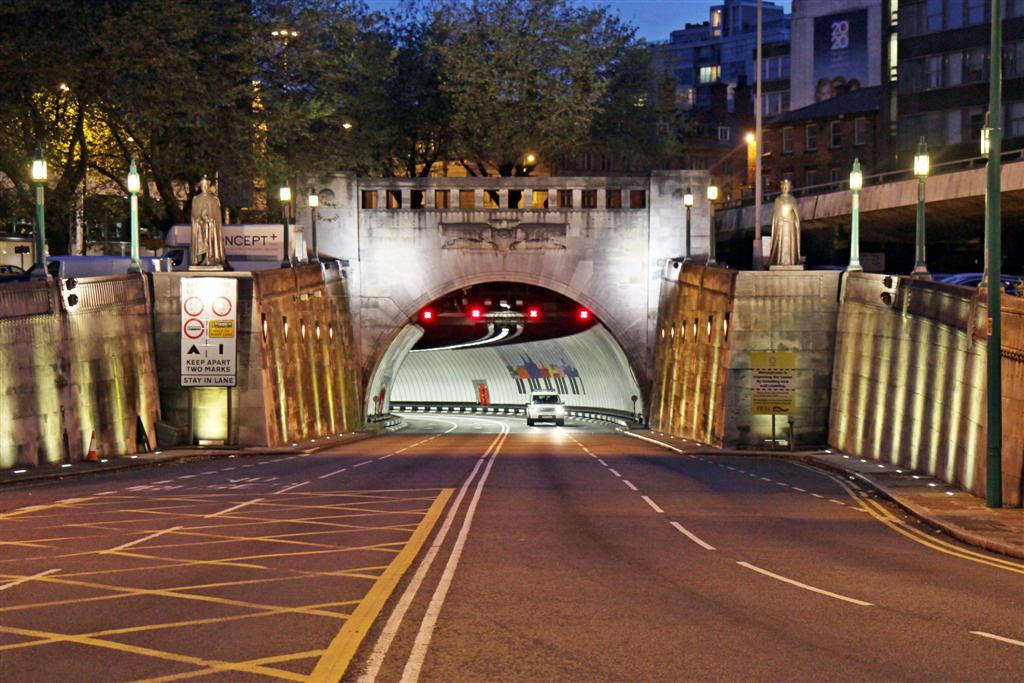
Queensway
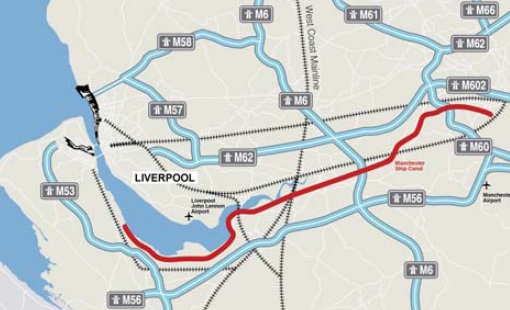
Merseyrail

Los servicios públicos de transporte en el Liverpool son coordinados por el Merseytravel.
La carretera "Lancs del Este" A580 es una carretera A primaria que conecta Mánchester y Salford con Liverpool. Fue la primera carretera construida para conectar ciudades y fue oficialmente inaugurada por el rey Jorge V el 18 de julio de 1934.
Hay una amplia red de autobuses que parten del centro de la ciudad de Liverpool.

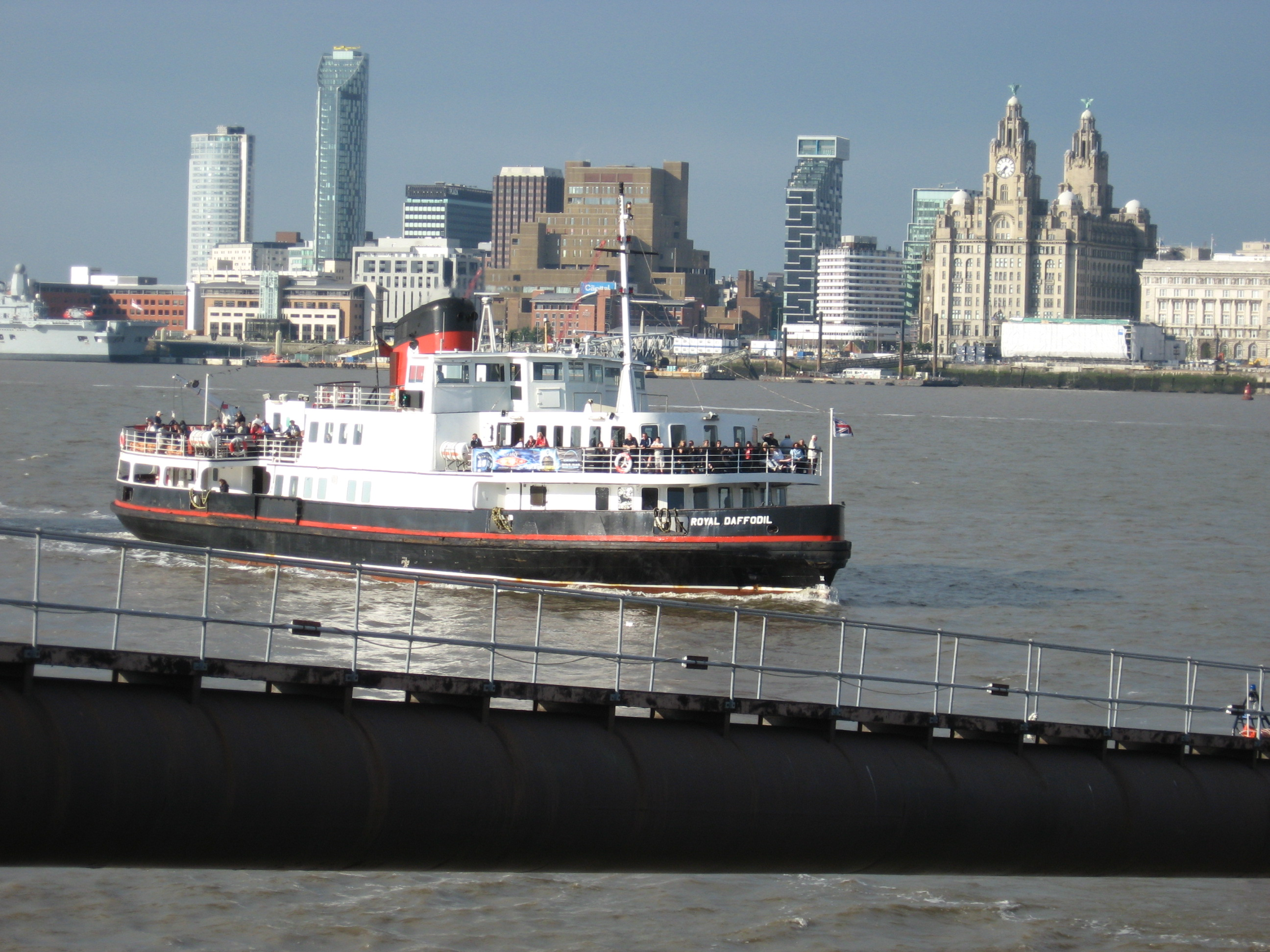
Ferries Mersey
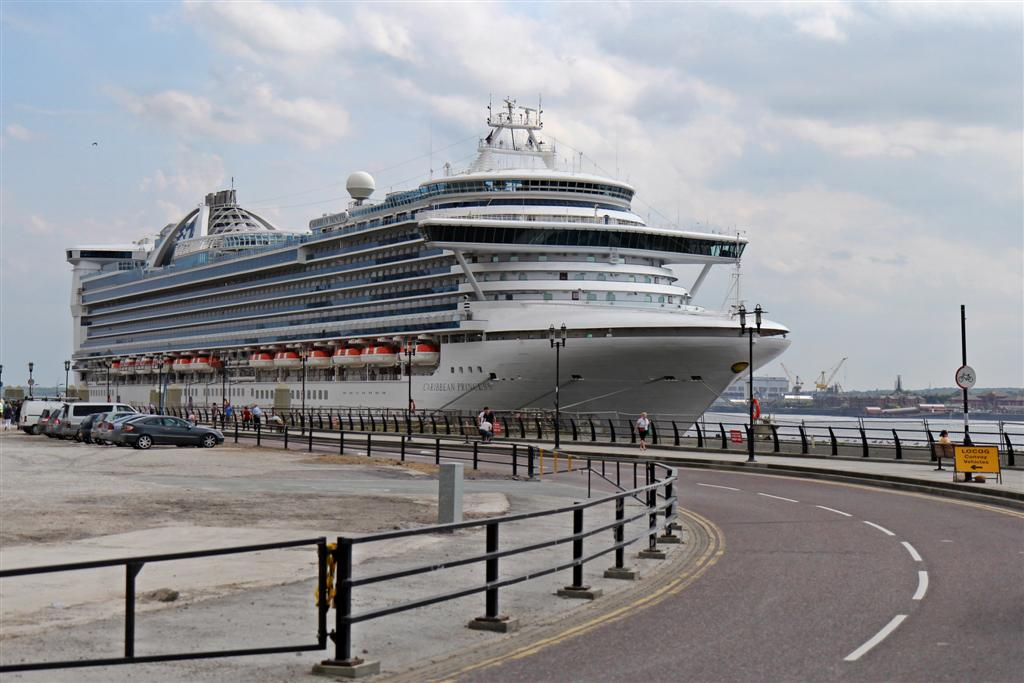
Liverpool Cruise Terminal, Pier Head
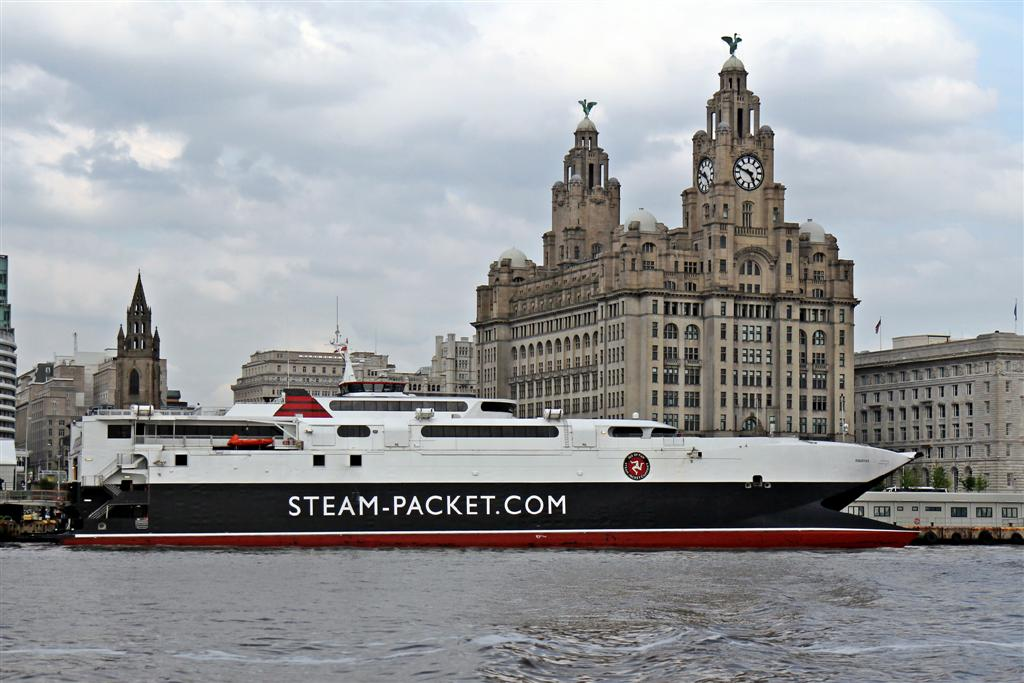
Isle of Man Steam Packet
Isle of Man Steam Packet
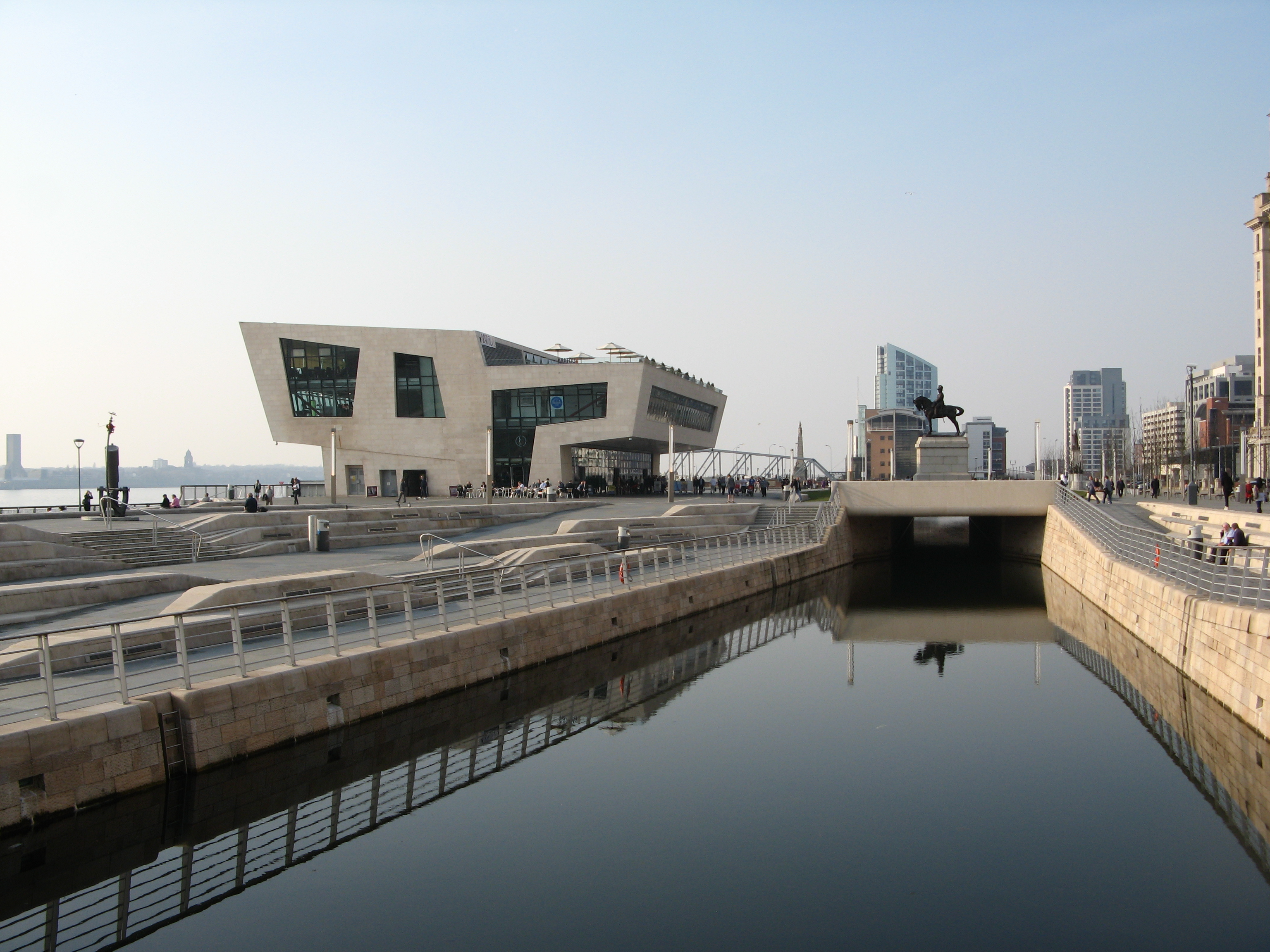
Leeds and Liverpool Canal, Pier Head

El Liverpool posee una red ferroviaria de 120 km (75 millas) con 68 estaciones, foramando un cubo central al noroeste de la red de ferrocarril. Los servicios de tren son suministrados por compañías privadas y funcionan sobre la red ferroviaria nacional que es propiedad y mantenida por Network Rail (Raíl de Redes). También permanece una amplia red de canales de la Revolución Industrial. El Aeropuerto de Liverpool, que es el cuarto más antiguo del Reino Unido, dota al condado con vuelos a más destinos que ningún otro aeropuerto en el país.

## División administrativa

### Consejos locales

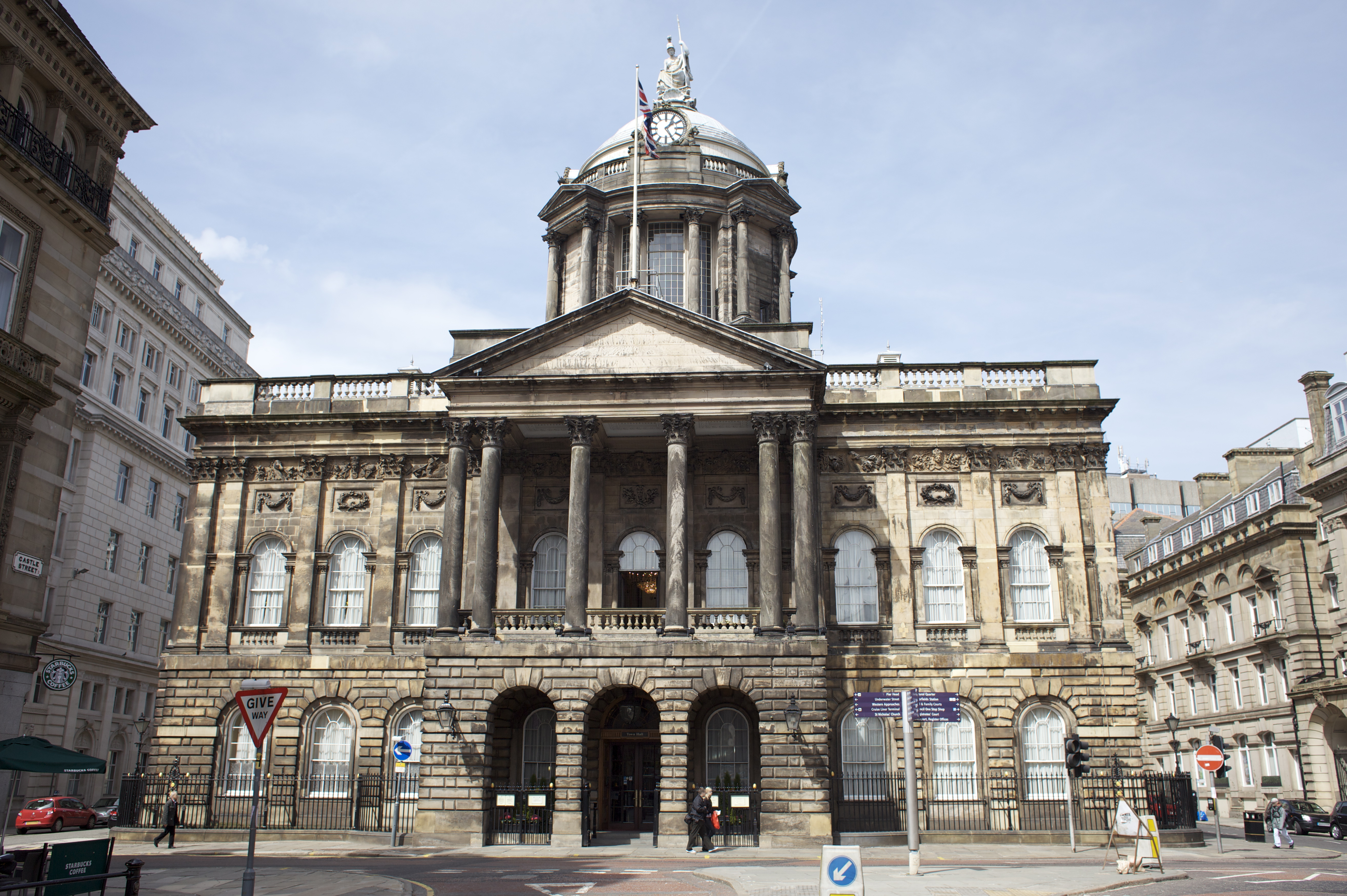
Ayuntamiento de Liverpool.

| 1. Allerton & Hunts Cross 2. Anfield 3. Belle Vale 4. Central 5. Childwall 6. Church 7. Clubmoor 8. County 9. Cressington 10. Croxteth 11. Everton 12. Fazakerley 13. Greenbank 14. Kensington & Fairfield 15. Kirkdale |  |  |  |  | 1. Knotty Ash 2. Mossley Hill 3. Norris Green 4. Old Swan 5. Picton 6. Princes Park 7. Riverside 8. Speke Garston 9. St Michaels 10. Tuebrook & Stoneycroft 11. Warbreck 12. Wavertree 13. West Derby 14. Woolton 15. Yew Tree |

## Liverbirds

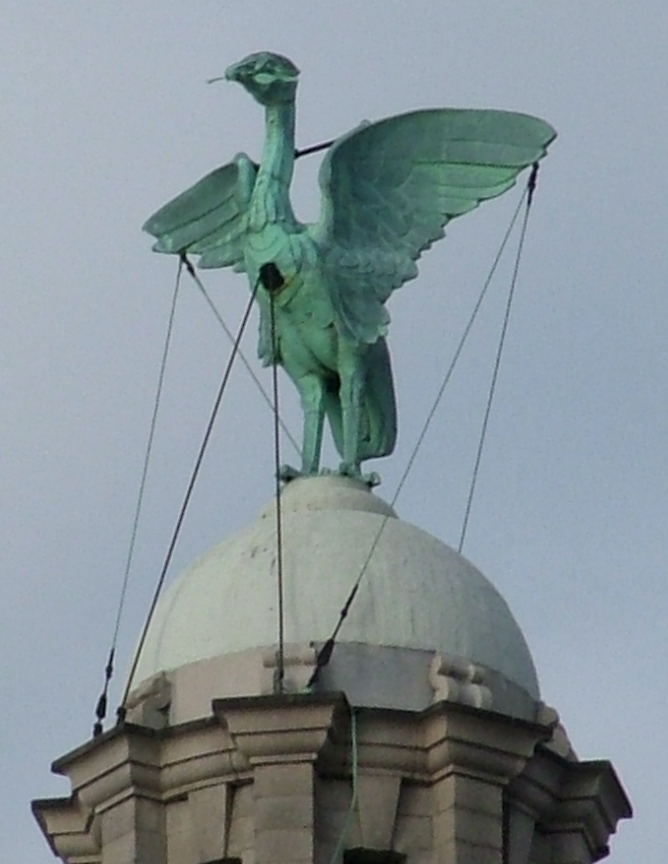
Liver Bird sobre la torre del Royal Liver Building

El liverbird es internacionalmente reconocido como el símbolo de la ciudad de Liverpool. En el edificio Royal Liver Building, de cincuenta metros de altura, se hallan las estatuas de dos de estas aves o liverbirds, con sus alas desafiantes, que representan el espíritu indomable del pueblo de la ciudad. Uno de ellos, el macho, apunta hacia el mar para vigilar la llegada de intrusos; el otro, la hembra, mira a la ciudad como símbolo de protección a su familia.
En 1207, el rey Juan, concedió a la ciudad una "letters patent", creyendo muchos que era el origen del liverbird. El sello se perdió durante el sitio de la ciudad en 1644. Ornitólogos e historiadores han debatido largo y tendido sobre este misterio, los mitos y las creencias populares que rodean a esta mítica ave.
Tras ello, la ciudad de Liverpool decidió no compartir símbolo con alguna otra ciudad, por lo que formó uno propio para sí, el liverbird.
Cuenta la leyenda que «Si los liverbirds echaran a volar, Liverpool dejaría de existir».

## Patrimonio
Dada la historia de Liverpool hay una variedad considerable de estilos arquitectónicos a lo largo de la ciudad, que van desde los edificios Tudor del siglo XVI hasta la arquitectura contemporánea moderna. La mayoría de los edificios de la ciudad datan de finales del siglo XVIII en adelante, período durante el cual la ciudad se convirtió en una de las principales potencias del Imperio Británico.
Hay más de 2500 edificios catalogados en Liverpool, de los cuales 27 están catalogados como de Grado I y 85 están catalogados como de Grado II *.
La ciudad también tiene el mayor número de esculturas públicas en el Reino Unido sin contar Westminster y más casas georgianas que la ciudad de Bath. Esta riqueza de la arquitectura ha hecho que Liverpool sea descrita por English Heritage como la mejor ciudad victoriana de Inglaterra.
El valor de la arquitectura y el diseño de Liverpool fue reconocido en 2004, cuando varias áreas de la ciudad fueron declaradas Patrimonio de la Humanidad por la UNESCO incluyendo el Pier Head, Ropewalks, St George's Quarter o el Royal Albert Dock entre otras. Conocida como la Ciudad Mercantil Marítima de Liverpool en reconocimiento del papel de la ciudad en el desarrollo del comercio internacional y la tecnología de atraque en sus dársenas.
Algunos de los principales edificios y zonas de la ciudad de Liverpool son los siguientes:
- El Ayuntamiento de Liverpool, adornadas con columnas corintias y coronada con una soberbia cúpula, sobre la que descansa una estatua de Minerva, y su plaza posterior, Exchange Flags, en cuyo centro se alza majestuosa la estatua del Almirante Nelson.
- La Philarmonic Hall, hogar de la Real Orquesta Filarmónica de Liverpool, una de las orquestas sinfónicas más importantes del país.
- La Catedral Anglicana de estilo neogótico y la quinta más alta del mundo (1978).
- La Catedral Católica, singular por su planta circular en lugar de la tradicional en forma de cruz (1967).
- Trece Iglesias anglicanas y gran número de capillas de otras confesiones.
- El Royal Albert Dock (1846).
- El Pier Head.
- El Museo de Los Beatles, The Beatles Story.
- The Bluecoat (1717), uno de los edificios más antiguos del centro.
- St George's Hall (1854).
- El Cavern Club y Mathew Street, cuna de los Beatles.
- El barrio Georgiano, Georgian Quarter, hogar de ambas catedrales y de Hope Street.
- Speke Hall (1530-1598).
- El Hotel "Hard Days Night".
- Los teatros Playhouse, Empire, Everyman y Royal Court.
- Anfield, el estadio del Liverpool Football Club.
- Goodison Park, el estadio del Everton Football Club.
- La Universidad de Liverpool, parte del Russel Group.

## Deportes

### Fútbol

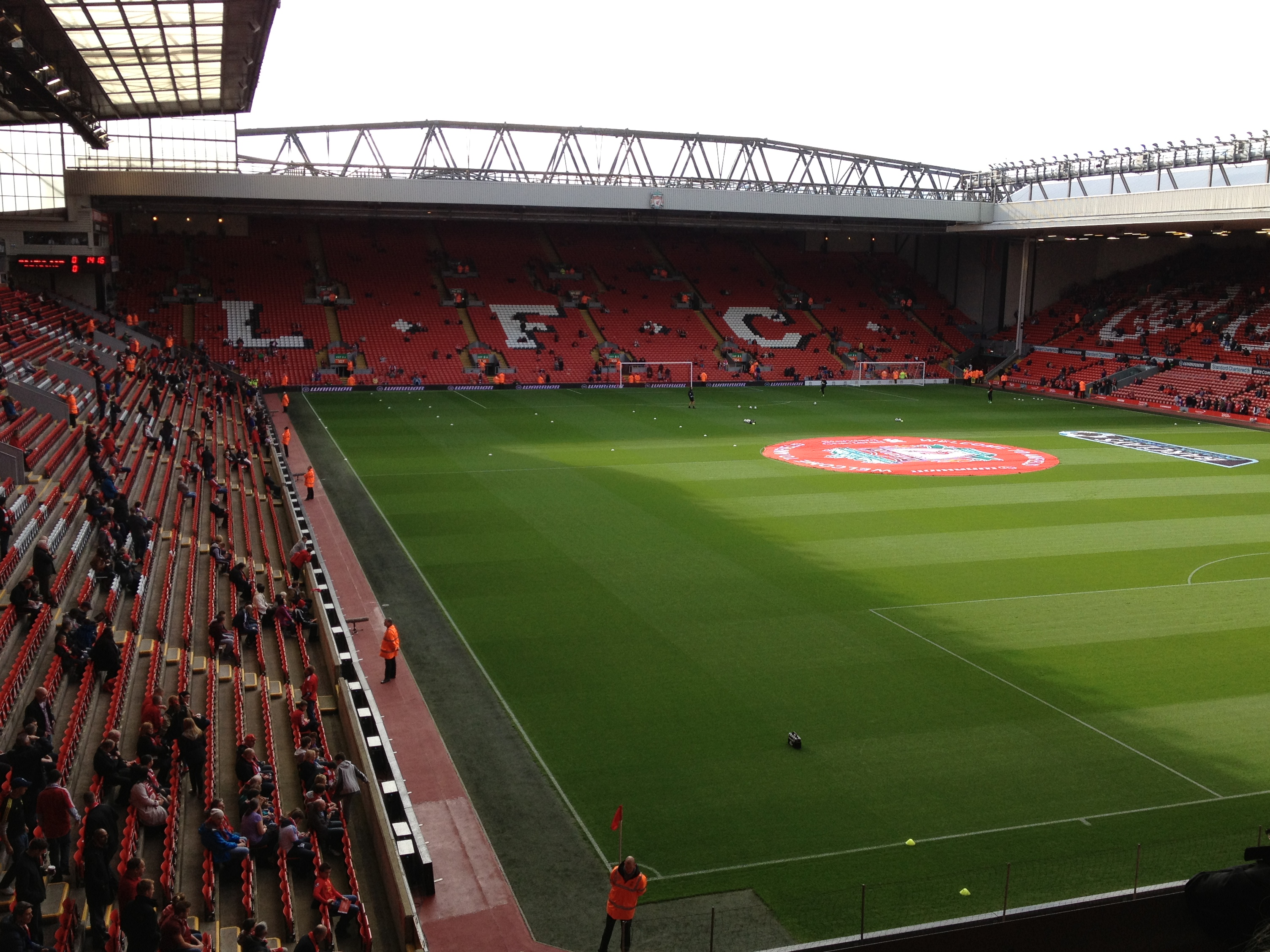
El estadio de Anfield, donde disputa sus partidos el Liverpool F. C..

Liverpool es una de las ciudades del Reino Unido con mayor tradición deportiva, siendo el fútbol deporte más popular. Los dos principales equipos de fútbol son el Everton, que juega en Goodison Park, y el Liverpool, que juega en Anfield. Ambos equipos juegan en la máxima división del fútbol inglés, la Premier League y se disputan el «Derbi de Merseyside».
El Liverpool F. C. es uno de los clubes exitosos de Inglaterra y del mundo, respaldado con sus 20 títulos de liga, 8 FA Cups, 15 Community Shield, 8 Copas de la Liga, 1 Supercopa de la Liga, 6 Copas de Europa, 3 Copas de la UEFA y 4 Supercopas de la UEFA.
El Everton F. C. es uno de los fundadores del fútbol inglés y es de los clubes de mayor tradición; posee 9 títulos ligueros, 5 FA Cups, 9 Community Shields, 1 Copa de la Liga y 1 Recopa de la UEFA.

### Otros deportes profesionales
También tiene gran importancia en la ciudad el rugby league, con dos equipos el St Helens y Widnes Vikings —dos ciudades situadas a pocos kilómetros de Liverpool— que militan en la Super League.
En el hipódromo de Aintree se corre el Grand National de obstáculos, una de las carreras de obstáculos de caballos más famosas del mundo.
La región de Merseyside alberga un campo de golf: el Royal Birkdale, cerca de Southport.

## Relaciones internacionales
Liverpool está hermanada con las siguientes ciudades:
- Colonia, Alemania (1952)[66]
- Odesa, Ucrania (1956)
- Dublín, Irlanda (1997)
- Ciudad de México, México (1990)
- Asunción, Paraguay (1998)
- Shanghái, China (1999)[67]
- La Plata, Argentina (2005)
- Guadalajara, México (2012)
- Tacna, Perú

| Predecesor: Sibiu Luxemburgo | Capital Europea de la Cultura junto con Stavanger 2008 | Sucesor: Vilna Linz |